# 가쓰야마촌 (야마나시현)
가쓰야마촌(勝山村)은 야마나시현 미나미쓰루군에 있던 촌이다.
2003년 11월 15일, 미나미쓰루군 가와구치코정, 아시와다촌과 합병해 후지카와구치코정이 가쓰야마 지구가 되었다.

## 역사
1968년 3월에 실시된 촌장 선거에서는 부재자 투표수가 전체 유권자의 68%에 달함에 따라 후지요시다 경찰서는 투표가 강요된 혐의가 있다며 수사에 들어간일이 있었다.
- 1889년 4월 1일 - 정촌제 시행에 의해 근세이후의 가쓰야마촌이 단독으로 지치체를 형성하였다.
- 2003년 11월 15일 - 가와구치코정, 이시와다촌이 합병해 후지카와구치코정이 성립하여, 동일 가쓰야마촌은 폐지되었다.

## 교통

### 도로
- 국도 제139호선